# Susan H. Marshall
Pour les articles homonymes, voir Marshall.
Susan Hammond Marshall est une mathématicienne américaine spécialisée dans la théorie des nombres, la géométrie arithmétique et les techniques de preuve mathématique. Elle est professeure agrégée de mathématiques à l'université Monmouth.

## Formation et carrière
Marshall est diplômée de l'Université de Wake Forest en 1993, avec une spécialisation en mathématiques et une mineure en psychologie ; elle cite les professeurs de Wake Forest John Baxley et Stephen B. Robinson comme premiers mentors en mathématiques. Après avoir pris un poste d'analyse des données du télescope spatial Hubble au Goddard Space Flight Center, elle est allée à l'université de l'Arizona pour des études supérieures en mathématiques, terminant son doctorat en 2001. Sa thèse, intitulée Crystalline Representations and Neron Models, a été supervisée par Minhyong Kim (en).
Elle a été chercheuse postdoctorale à l'université du Texas à Austin de 2001 à 2004 et a rejoint la faculté de Monmouth en 2004.

## Prix et distinctions
En 2014, Marshall a remporté le prix Carl B. Allendoerfer de la Mathematical Association of America pour son travail avec son collègue de Monmouth, Donald R. Smith, appliquant la théorie du contrôle à la distribution des nombres premiers,,. La même année, elle a également remporté le prix Paul R. Halmos - Lester R. Ford avec Alexander Perlis pour leur travail montrant que les tétraèdres héroniens peuvent toujours être réalisés avec des coordonnées entières,. Son travail avec Smith a également remporté le prix Chauvenet 2016.
En 2019, la section du New Jersey de la Mathematical Association of America a décerné à Marshall son prix pour l'enseignement collégial ou universitaire distingué des mathématiques.

## Publications
- avec Donald Smith pour « Feedback, Control, and Distribution of Prime Numbers » ( Mathematics Magazine, Vol. 86, no. 3, juin 2013, p. 189-203.) : prix Allendoerfer 2014 et prix Chauvenet 2016.